# Bad Schwanberg
Bad Schwanberg é um município da Áustria, situado no distrito de Deutschlandsberg, no estado da Estíria. Tem 124,19 km² de área e sua população em 2019 foi estimada em 4.571 habitantes.